# Barnwell (Northamptonshire)
Barnwell es un pueblo y una parroquia civil del distrito de East Northamptonshire, en el condado de Northamptonshire (Inglaterra).

## Demografía
Según el censo de 2001, Barnwell tenía 362 habitantes (171 varones y 191 mujeres). 83 (22,93%) de ellos eran menores de 16 años, 256 (70,72%) tenían entre 16 y 74, y 23 (6,35%) eran mayores de 74. La media de edad era de 40,54 años. De los 279 habitantes de 16 o más años, 62 (22,22%) estaban solteros, 165 (59,149%) casados, y 52 (18,64%) divorciados o viudos. 191 habitantes eran económicamente activos, 185 de ellos (96,86%) empleados y otros 6 (3,14%) desempleados. Había 5 hogares sin ocupar, 150 con residentes y 3 eran alojamientos vacacionales o segundas residencias.